# Radčický potok (přítok Loučenského potoka)
Radčický potok je drobný vodní tok v okrese Most, stékající z Krušných hor do Mostecké pánve.

## Pramen a průběh toku
Pramení v Krušných horách na jihovýchodním svahu vrchu Střelná (868 m n. m.). Protéká lesnatým údolím až do města Litvínov,kde protéká regulovaným korytem a vlévá se zde Poustevnický potok. Dále protéká přes Louku u Litvínova, kde za železniční stanicí obtéká a napájí Plutovský rybník. Část toku v obci je svedena do podzemí včetně přeložky do Klášterského (Loučenského) potoka.

### Původní koryto
Staré koryto dále pokračuje kolem bývalého Dolu Kohinoor II přes celou vesnici Mariánské Radčice. Pod obcí býval v katastru zaniklé vesnice Jenišův Újezd soutok s Lomským potokem, ale dnes je tam jen zadržovací nádrž v předpolí lomu Bílina.
Délka původního koryta byla 15,6 km, plocha povodí měřila 47,6 km² a průměrný průtok v ústí byl 0,29 m³/s.